# Sergueï Kapoustine
Pour les articles homonymes, voir Kapoustine.
Temple de la renommée russe : 2014
Sergueï Alekseïevitch Kapoustine (en russe : Сергей Алексеевич Капустин ; en anglais : Sergei Kapustin), né le 13 février 1953 à Oukhta en URSS et mort le 4 juin 1995 à Moscou, est un joueur professionnel russe de hockey sur glace. Il évoluait au poste d'ailier.

## Carrière de joueur
En 1971, il commence sa carrière avec les Krylia Sovetov dans le championnat d'URSS. Il rejoint le CSKA Moscou en 1977 et remporte trois titres nationaux consécutifs avec le club de l'armée. Il signe ensuite au HC Spartak Moscou. Il est choisi en 1982 au cours du repêchage d'entrée dans la Ligue nationale de hockey par les Rangers de New York en 7e ronde, en 141e position. En 1988, il met un terme à sa carrière après une dernière saison avec l'EC Salzbourg.

## Carrière internationale
Il a représenté l'URSS au niveau international. Il compte 208 sélections pour 120 buts entre 1972 et 1985. Il a remporté la médaille d'or aux Jeux olympiques d'hiver d'Innsbruck en 1976. Il a participé à neuf éditions des championnats du monde pour un total de sept médailles d'or, une d'argent et une de bronze.

## Décès
Sergueï Kapoustine meurt à l'âge de 42 ans, d'une septicémie provoquée par une blessure accidentelle. Il est enterré au cimetière Vostriakovo de Moscou.

## Trophées et honneurs personnels
- URSS
  - 1981 : élu dans l'équipe d'étoiles.
- Championnat du monde
  - 1974 : meilleur buteur.
  - 1981 : élu dans l'équipe d'étoiles.
  - 1981 : élu dans l'équipe d'étoiles.

## Statistiques
Pour les significations des abréviations, voir Statistiques du hockey sur glace.

### En club
| Saison    | Équipe                | Ligue    |    | Saison régulière | Saison régulière | Saison régulière | Saison régulière | Saison régulière |   | Séries éliminatoires | Séries éliminatoires | Séries éliminatoires | Séries éliminatoires | Séries éliminatoires |
| Saison    | Équipe                | Ligue    | PJ | B                | A                | Pts              | Pun              | PJ               | B | A                    | Pts                  | Pun                  |                      |                      |
| 1971-1972 | Krylia Sovetov        | URSS     | 30 | 10               |                  |                  |                  |                  |   |                      |                      |                      |                      |                      |
| 1972-1973 | Krylia Sovetov        | URSS     | 32 | 14               | 7                | 21               | 26               |                  |   |                      |                      |                      |                      |                      |
| 1973-1974 | Krylia Sovetov        | URSS     | 32 | 12               | 8                | 20               | 26               |                  |   |                      |                      |                      |                      |                      |
| 1974-1975 | Krylia Sovetov        | URSS     | 32 | 23               | 9                | 32               | 18               |                  |   |                      |                      |                      |                      |                      |
| 1975-1976 | Krylia Sovetov        | URSS     | 36 | 25               | 13               | 38               | 34               |                  |   |                      |                      |                      |                      |                      |
| 1976-1977 | Krylia Sovetov        | URSS     | 23 | 16               | 4                | 20               | 29               |                  |   |                      |                      |                      |                      |                      |
| 1977-1978 | CSKA Moscou           | URSS     | 33 | 9                | 11               | 20               | 16               |                  |   |                      |                      |                      |                      |                      |
| 1978-1979 | CSKA Moscou           | URSS     | 42 | 21               | 15               | 36               | 28               |                  |   |                      |                      |                      |                      |                      |
| 1979-1980 | CSKA Moscou           | URSS     | 30 | 18               | 14               | 32               | 12               |                  |   |                      |                      |                      |                      |                      |
| 1980-1981 | Spartak Moscou        | URSS     | 0  | 36               | 25               | 61               | 18               |                  |   |                      |                      |                      |                      |                      |
| 1981-1982 | Spartak Moscou        | URSS     | 39 | 30               | 22               | 52               | 53               |                  |   |                      |                      |                      |                      |                      |
| 1982-1983 | Spartak Moscou        | URSS     | 44 | 12               | 8                | 20               | 38               |                  |   |                      |                      |                      |                      |                      |
| 1983-1984 | Spartak Moscou        | URSS     | 41 | 22               | 21               | 43               | 26               |                  |   |                      |                      |                      |                      |                      |
| 1984-1985 | Spartak Moscou        | URSS     | 19 | 5                | 1                | 6                | 10               |                  |   |                      |                      |                      |                      |                      |
| 1985-1986 | Spartak Moscou        | URSS     | 38 | 23               | 13               | 36               | 50               |                  |   |                      |                      |                      |                      |                      |
| 1986-1987 | Spartak Moscou        | URSS     | 3  | 1                | 0                | 1                | 10               |                  |   |                      |                      |                      |                      |                      |
| 1986-1987 | Innsbrucker EV        | Autriche | 37 | 33               | 32               | 65               | 20               |                  |   |                      |                      |                      |                      |                      |
| 1987-1988 | EC Red Bull Salzbourg | Autriche | 34 | 20               | 25               | 45               | 22               |                  |   |                      |                      |                      |                      |                      |